# Pentathlon d'hiver
Le pentathlon d'hiver (du grec pente, « cinq » et athlon, « concours ») est une épreuve combinant cinq disciplines : course de ski de fond, tir au pistolet, descente de ski alpin, escrime et équitation.
Administré par le CIO, le pentathlon d'hiver a été retenu comme sport de démonstration lors des Jeux olympiques d'hiver de 1948 à Saint-Moritz en Suisse. Il s'agit de la version hivernale du pentathlon moderne, à la seule différence que les épreuves de cross-country et de natation sont remplacées par celle de ski de fond et de ski alpin.
L'UIPM, fondée en août 1948 et chargée du pentathlon moderne depuis cette date, s'en est inspiré pour la mise au point du biathlon, en réduisant le nombre de disciplines de 5 à 2 (seuls le ski de fond et le tir ont été conservés et réunis en une seule épreuve).